# Haruchika Aoki
Haruchika Aoki 青木 治親, Aoki Haruchika (Gunma, 28 de março de 1976) é um ex-motociclista japonês.
Haruchika Aoki é irmão caçula de Nobuatsu Aoki (irmão mais velho) e Takuma Aoki (irmão do meio)

## Carreira
Aoki foi campeão mundiais da 125cc na MotoGP.
1. ↑  «Perfil na MotoGP». Consultado em 17 de agosto de 2016